# آدریان گلدزورثی
آدریان گلدزورثی (انگلیسی: Adrian Goldsworthy; ۱۹۶۹ (۵۵–۵۶ سال) – ) مورخ نظامی اهل بریتانیا بود.